# Натрия дезоксирибонуклеат
Натрия дезоксирибонуклеат (новолат. Sodium deoxyribonucleate) — натриевая соль дезоксирибонуклеиновой кислоты. Не имеет доказанной эффективности. Обширные исследования препарата не проводились, в связи с чем влияние на организм полностью не изучено. Не используется нигде в мире, кроме РФ и стран СНГ.
Представляет собой прозрачную бесцветную жидкость, получаемую химической и ультразвуковой обработкой водного экстракта из молок лососёвых и осетровых рыб
В списках ВОЗ, FDA, а также жизненно необходимых лекарств в РФ не значится. По данным поиска 2006 года, выполненным МОО «Общество фармакоэкономических исследований», по применению вещества в медицине отсутствовали систематические обзоры и мета-анализы, оно не включено в клинические практические руководства, в базе Medline отсутствовали рандомизированные контролируемые клинические испытания вещества.
Несмотря на активное рекламное продвижение вещества, оно не включено Минздравом РФ в стандарты лечения гриппа и ОРВИ. Продажи препарата имеют выраженную сезонность

## Фармакологическое действие
По заявлениям производителя, активирует иммунитет на клеточном и гуморальном уровнях. Производитель утверждает, что препарат повышает сопротивляемость вирусным, грибковым и бактериальным инфекциям. Введение дезоксирибонуклеата натрия якобы вызывает усиление регенерации и активации макрофагальных факторов заживления ран, язвенной болезни желудка и двенадцатиперстной кишки, восстанавливает структуру слизистой оболочки этих органов.
Данных подтверждающих эффективность препарата на основе исследований нет.

## Побочные действия и меры предосторожности
У больных сахарным диабетом возможно гипогликемическое действие, поэтому необходим контроль за уровнем сахара в крови.

## Форма выпуска
Выпускается в форме растворов: 
- 0,25 % для местного и наружного применения в флаконах -  по 10 мл
- 1,5 % для внутримышечных инъекций в ампулах - по 5 мл

Инструкция о случаях передозировки не упоминает, производитель в свою очередь даннах о передозировке не указывает тоже.